# Medlovice (Zlín)
Medlovice è un comune della Repubblica Ceca facente parte del distretto di Uherské Hradiště, nella regione di Zlín.